# Herðubreið
Herðubreið és un volcà de tipus tuya que es troba al nord-est d'Islàndia. És a les Terres Altes d'Islàndia, a l'est del camp de lava d'Ódáðahraun, prop del volcà Askja. Aquest camp de lava es va crear arran de les erupcions del Trölladyngja i altres volcans escut de la zona. Herðubreið es va formar sota la capa de gel que va corbrir Islàndia durant el darrer període glacial.
El cim s'eleva fins als 1.682 msnm, amb un 1.000 metres de desnivell sobre la terra circumdant. El volcà és una tuya envoltada íntegrament de penya-segats que delimiten un altiplà sobre el qual descansa un con volcànic d'uns 200 metres d'alçada.